# Merope (Arnold)

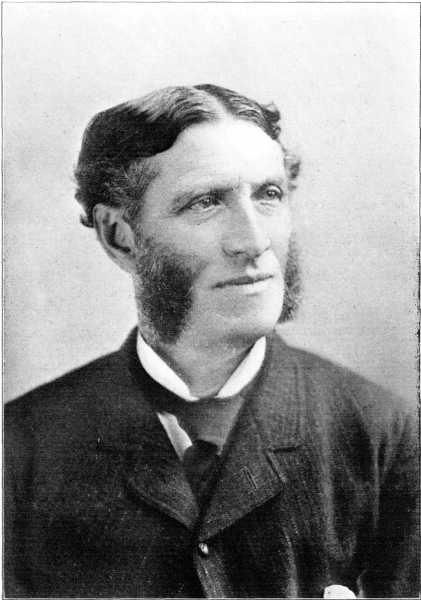
Matthew Arnold

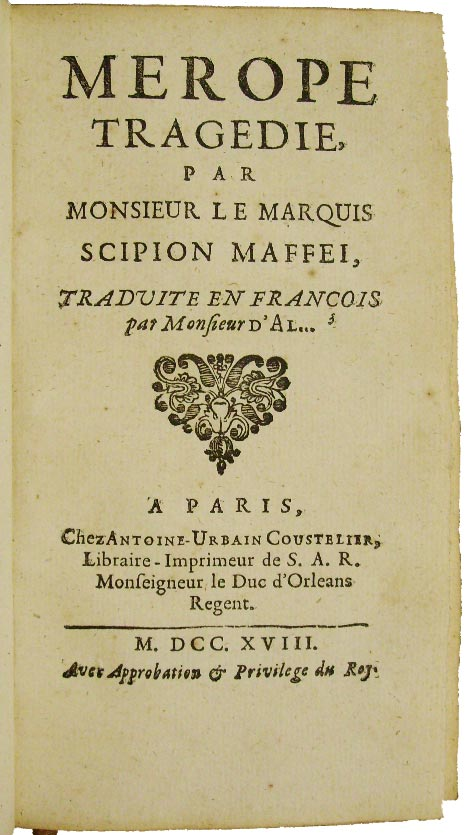
Jednym z dramaturgów, którzy napisali sztukę o Merope był Francesco Scipione Maffei

Merope – tragedia dziewiętnastowiecznego angielskiego poety Matthew Arnolda, opublikowana w 1858.

## Treść
Sztuka Arnolda jest klasyczną tragedią zemsty. Akcja dramatu została oparta na starogreckim micie. Bohaterką sztuki jest Merope, wdowa po królu Messenii Kresfontesie (Cresphontes). Władca ten zginął w wyniku zamachu wraz z jego dwoma starszymi synami. Na tronie zasiadł Polifontes (Polyphontes), który wziął Meropę za żonę wbrew jej woli. Kobieta miała z Kresfontesem jeszcze trzeciego syna, Aepytusa, którego oddała na wychowanie swojemu ojcu, żeby w ten sposób ocalić go przed zagrożeniem ze strony Polifontesa. Kiedy Aepytus dorósł i zmężniał, postanowił pomścić śmierć ojca i braci, jak też krzywdę matki. Wśliznął się do pałacu w Messeni, sprytnie podając się za człowieka, który uśmiercił syna i dziedzica Kresfontesa (czyli właśnie jego). O mało przez to nie zginął, bo Merope, która nie widziała go od lat, przekonana, że widzi przed sobą zbrodniarza, splamionego krwią jej dziecka, zamierzyła się na niego toporem. Kiedy sprawa się wyjaśniła, Aepytus dopełnił sprawiedliwości, odbierając życie tyranowi.

## Osoby dramatu
- Merope – królowa Messeni
- Aepytus – syn Merope i Kresfontesa
- Laias – brat Merope, wuj Aepytusa
- Polifontes – król Messeni
- Arkas - sługa Merope
- Chór dziewcząt messeńskich
- Posłaniec
- Straże, słudzy

## Kontekst
Tragedia Arnolda zalicza się do grupy angielskich dramatów opartych na motywach z mitologii greckiej jak Prometheus Unbound Percy'ego Bysshe Shelleya (1820), Agamemnon Roberta Browninga (1877), czy Atalanta w Kalidonie Algernona Charlesa Swinburne'a.
Sztuki o Merope pisali też inni dramaturdzy, między innymi Scipione Maffei, Wolter, Vittorio Alfieri, Almeida Garrett i Aaron Hill, który sparafrazował sztukę Woltera.

## Forma
Dramat jest uznawany za doskonały formalnie. Niektóre rozwiązania wersyfikacyjne, zwłaszcza w pieśniach chóru były jednak dyskusyjne. W partiach dialogowych Arnold wykorzystał wiersz biały (blank verse), czyli nierymowany pentametr jambiczny, to znaczy sylabotoniczny dziesięciozgłoskowiec, w którym akcenty padają na parzyste sylaby wersu. Uchodzi on za wzorzec najbardziej zbliżony do naturalnego rytmu języka angielskiego. To standardowy w literaturze angielskiej rodzaj wiersza dramatycznego, stosowany w utworach scenicznych od XVI wieku. Posługiwali się nim dramaturdzy elżbietańscy, Thomas Kyd, Christopher Marlowe i William Szekspir. Wiersza białego w utworach dramatycznych używali także romantycy. George Gordon Byron zastosował to metrum w tragedii Sardanapal.

Son of Cresphontes, we have reach’d the goal
Of our night-journey, and thou see’st thy home.
Behold thy heritage, thy father’s realm!
This is that fruitful, fam’d Messenian land,
Wealthy in corn and flocks, which, when at last
The late-relenting Gods with victory brought
The Heracleidae back to Pelops’ isle,
Fell to thy father’s lot, the second prize.
Before thy feet this recent city spreads
Of Stenyclaros, which he built, and made
Of his fresh-conquer’d realm the royal seat,
Degrading Pylos from its ancient rule.

Poeta w wybranych partiach dialogu stosuje stychomytię, czyli wymianę jednowersowych replik. W niektórych miejscach autor używa aliteracji: Go thou into the city, and seek out/Whate’er in the Messenian city stirs/Of faithful fondness towards their former king/Or hatred to their present; in this last/Will lie, my grandsire said, our fairest chance. Dramat Arnolda został zrecenzowany w piśmie The Spectator w 1858.